# 龍敏
龙敏（886年—948年3月23日），字欲讷，五代十国燕国、后唐、后晋、后汉官员，幽州永清人。
龙敏少年学儒，摄参军。刘守光作乱，他逃到沧州，跟随戴思远渡河南下。同乡周知裕为后梁裨将，他作为部下。周知裕多次推荐他也没有升官，龙敏在汴京浪游多年。晋王李存勖定魏博，龙敏听说故人冯道是晋王记室。于是客居河中，一年后到太原，在冯道家寄住，监军使张承业对冯道说：“听说你有客人，可以和他一起来。”于是以龙敏为巡官，主管监军奏记。唐庄宗李存勖即位，召拜司门员外郎。其父龙咸式，七十馀岁，其祖父九十馀岁，全在邺都，龙敏求为兴唐尹，侍奉父祖，朝晚不懈。一年后，为母丁忧，去职。住在邺都，赵在礼在邺都造反，以龙敏为同乡，强令他出来任事，龙敏被乱军所迫，不敢抗拒。唐明宗即位，龙敏重新居丧，守丧完毕，担任戶部郎中，改谏议大夫、御史中丞。其父龙咸式因龙敏而得秘书监致仕。龙敏拜为兵部侍郎。奉使幽州，乡里老人留下喝酒尽欢。冯赟留守北京，以龙敏为副留守。冯赟入为枢密使，龙敏拜吏部侍郎。龙敏学术不精深，但是外柔内刚，喜欢决断大计。清泰末年，石敬瑭起兵太原，向契丹求援。唐末帝在怀州，赵德钧父子有异心，朝廷大军主帅张敬达屯守晋安，形势危急。唐末帝计无从出，向跟随的大臣问计。龙敏奏道：“石敬瑭所依靠的是契丹。东丹王李赞华是失国之君，今在京师，臣有一计，如果派兵送东丹王从幽州入西楼（临潢府），契丹有内顾之忧，没有功夫理睬石敬瑭了。石敬瑭没有契丹，大事即去。”末帝虽然同意，但没有采纳。又对末帝亲将李懿说：“君与皇室连姻，社稷之危，已经不待翘足，怎能默默不言，以图苟全。”李懿提出赵德钧必破蕃军的设想，龙敏说：“我是燕人，深知赵德钧为人，他胆小谋拙，所长只有守城寨、据壕堑、鼓励士兵健儿而已。如果见到大敌，一定不能奋不顾身，摧坚陷阵。何况他名位震主，用奸计谋身。我有狂策，不知道可以吗，如果能坚决实行，也是救寨的办法。”李懿请他讲，他说：“据说皇帝驾前马匹仅有五千，请在中间选壮马千匹，精甲健兵千人，我愿与陈州刺史郎万金二人，从介休取道，乘夜冒充敌骑，自平遥沿山而行，进入大寨，且战且行，千骑之内，一半到达，晋安寨就安全了。张敬达等被封锁包围，不知朝廷援兵远近，如果知道大军在团柏谷中，即使是铁障也能冲踏，何况敌骑。”末帝听说后，叹道：“龙敏的计划很壮豪，可惜现在用已经晚了。”后晋建立后，龙敏以本官判户部，任为尚书左丞。丁父忧，服丧结束，复本官，转任太常卿。开运年间，奉命出使吴越国。当时，朝臣出使吴越，见吴越王都要下拜，只有龙敏只是作揖。使还，改任工部侍郎、工部尚书。后汉乾祐元年，他背上生疮（《新五代史》说是头上），听说刘知远晏驾，于是在家中支持病体，身穿丧服进行哀悼，十几天后，二月初十庚寅日（948年3月23日）在家中去世，时年六十三岁。汉隐帝嗣位，诏赠右仆射。